# Lallio
Lallio (lombardul: Lai) település Olaszországban, Lombardia régióban, Bergamo megyében. Lakosainak száma 4133 fő (2023. január 1.). Lallio Bergamo, Dalmine, Treviolo és Stezzano községekkel határos.

## Népesség
A település lakossága az elmúlt években az alábbi módon változott:
| Lakosok száma | 4163 | 4112 | 4133 |
|               | 2017 | 2018 | 2023 |